# Tjernograd
Tjernograd (bulgariska: Черноград) är ett distrikt i Bulgarien.   Det ligger i kommunen Obsjtina Ajtos och regionen Burgas, i den östra delen av landet, 300 km öster om huvudstaden Sofia.
Trakten runt Tjernograd består till största delen av jordbruksmark. Runt Tjernograd är det ganska tätbefolkat, med 54 invånare per kvadratkilometer.